# Sebastian Pracki
Sebastian Pracki herbu Późniak – sędzia grodzki warszawski w 1671 roku, podsędek warszawski w 1664 roku, podstoli warszawski, trukczaszy królewski.
Miał synów: Aleksandra i Franciszka.
Elektor w 1669 i 1674 roku z ziemi warszawskiej.